# Felix Streccius
Christian Felix Streccius (* 3. Juni 1833 in Stendal; † 14. Februar 1889 in Hannover) war ein preußischer Generalmajor.

## Leben

### Herkunft
Er war der Sohn von Johann Karl Christian (1789–1833), zuletzt Premierleutnant der Landwehr a. D. und Stadtrat in Stendal, und dessen Ehefrau Ernestine Eleonore Amalie, geborene Matthias (1794–1855). Sein älterer Bruder Johannes (1831–1889) schlug ebenfalls eine Militärkarriere ein und brachte es bis zum Generalleutnant.

### Militärlaufbahn
Streccius absolvierte das Gymnasium in Potsdam und besuchte anschließend die Kadettenanstalten in Potsdam und Berlin. Als Sekondeleutnant wurde er am 27. April 1852 dem 17. Infanterie-Regiment der Preußischen Armee in Köln überwiesen. Zur Gewehrfabrik in Suhl wurde er am 27. Mai 1853 für drei Monate kommandiert. Zum Lehr-Infanterie-Bataillon nach Potsdam wurde er vom 16. April 1856 bis zum 30. September 1857 abkommandiert. Ab dem 1. März 1858, wo man ihn am 31. Mai 1859 zum Premierleutnant beförderte, wurde er zur Schulabteilung in Potsdam kommandiert. Daran schloss sich eine weitere Kommandierung am 22. November 1860 als Kompanieführer an die Unteroffizierschule Jülich an. Mit der Beförderung zum Hauptmann am 14. März 1864 wurde er zum Chef der 13. Kompanie in Wesel ernannt. Im Deutschen Krieg wurde er für die Dauer des mobilen Verhältnisses ab dem 16. Juni 1866 seinem Regiment aggregiert und Kompanieführer beim mobilen Landwehr-Infanterie-Regiment Nr. 13. Als Chef der 5. Kompanie in Celle wurde er in seinem Regiment am 17. September 1866 wieder einrangiert. Im Deutsch-Französischen Krieg nahm er an den Schlachten bei Vionville, Gravelotte und Le Mans, der Belagerung von Metz, sowie den Gefechten bei Vendôme, Montoire und Les Roches teil. In diesem Krieg wurde er mit dem Eisernen Kreuz beider Klassen ausgezeichnet. Nachdem er am 13. April 1872 zum Major befördert wurde, ernannte man ihn am 20. November 1873 zum Kommandeur des I. Bataillons. Am Jahrestag der einstigen Erstürmung der Düppeler Schanzen wurde er 1878 in den Rang eines Oberstleutnants befördert.
Am 12. April 1879 wurde Streccius in das 1. Rheinische Infanterie-Regiment Nr. 25 in Straßburg versetzt und zum Kommandeur des I. Bataillons ernannt. Zum Oberst am 13. September 1882 befördert, versetzte man ihn unter der Verleihung des Ranges eines Regimentskommandeurs mit der Belassung seiner bisherigen Uniform am 28. März 1883 zu den Offizieren von der Armee. Am 15. Mai des gleichen Jahres wurde Streccius zum Kommandeur des 4. Rheinischen Infanterie-Regiments Nr. 30 in Saarlouis ernannt. Im Jahr darauf wurde er am 20. Januar mit dem Roten Adlerorden III. Klasse mit Schleife und im Februar mit dem Kommandeurskreuz des Ordens vom Zähringer Löwen sowie dem Ehrenkomturkreuz des Oldenburgischen Haus- und Verdienstordens des Herzogs Peter Friedrich Ludwig ausgezeichnet. Im Jahre 1886 erkrankte er schwer, dass er nur noch für den Dienst hinter der Front geeignet war.
Unter der Beförderung zum Generalmajor wurde Streccius 1888 am Jahrestag der Geburt des just verstorbenen Kaisers abermals zu den Offizieren von der Armee versetzt.
Streccius verstarb am 14. Februar 1889 in Hannover.

### Familie
Streccius hatte sich am 29. Mai 1868 in Hamburg mit Luise Charlotte Wilhelmine Ulex (1850–1901) verheiratet. Aus der Ehe gingen drei Kinder hervor:
- Frieda (* 1869)
- Viktor (1870–1909)
- Alfred (1874–1944), General der Infanterie, zuletzt stellvertretender Kommandierender General des XVII. Armee-Korps